# Canottaggio ai Giochi della VIII Olimpiade - Due di coppia maschile
La competizione del due di coppia maschile dei Giochi della VIII Olimpiade si è svolta nel Bassin d'Argentuil lungo la Senna a Parigi  dal 15 al 17 luglio 1924.

## Risultati

### Batterie
Si svolsero il 15 luglio, i primi due si qualificarono alla finale.
| Pos. | Nazione     | Atleti                          | Tempo  |
| ---- | ----------- | ------------------------------- | ------ |
| 1    | Stati Uniti | Jack Kelly - Paul Costello      | 6'34"0 |
| 2    | Francia     | Marc Detton - Jean-Pierre Stock | 6'52"0 |
| 3    | Ungheria    | Ervin Mórich - Béla Szendey     | n/d    |

| Pos. | Nazione  | Atleti                           | Tempo  |
| ---- | -------- | -------------------------------- | ------ |
| 1    | Svizzera | Rudolf Bosshard - Heinrich Thoma | 6'55"0 |
| 2    | Brasile  | Edmundo Branco - Carlos Branco   | 7'04"0 |

### Finale
Si disputò il 17 luglio.
| Pos.    | Nazione     | Atleti                           | Tempo  |
| ------- | ----------- | -------------------------------- | ------ |
| Oro     | Stati Uniti | Jack Kelly - Paul Costello       | 6'34"0 |
| Argento | Francia     | Marc Detton - Jean-Pierre Stock  | 6'38"0 |
| Argento | Svizzera    | Rudolf Bosshard - Heinrich Thoma | n/d    |
| 4       | Brasile     | Edmundo Branco - Carlos Branco   | n/d    |